# Tankovska četa 7. PŠTO
Tankovska četa 7. PŠTO je bila začasna oklepna četa v sestavi Teritorialne obrambe Republike Slovenije.

## Zgodovina
Četa je bila ustanovljena 30. junija 1991 v Šentilju; ob ustanovitvi je imela 10 tankov (le 6 usposobljenih), 27 članov posadk in 4 civilne mehanike.
Četa je nato sodelovala v bitki za mejni prehod Šentilj.

## Organizacija
- 10 tankov T-55

## Poveljstvo
- poveljnik - stotnik Boris Pavalec